# المرصد الوطني للحكامة الجيدة والتنمية الجهوية
المرصد الوطني للحكامة الجيدة و التنمية الجهوية (onbgdr) منظمة مستقلة وغير حكومية تأسست في 2 أكتوبر 2012 في المغرب تعنى ب الحكامة التدبيرية و التنمية المستدامة. من رموزه مؤسسه، الناشط الجمعوي و السياسي المغربي جمال زورار.

## التأسيس
<< أصبح لموضوع الحكامة الجيدة حضور قوي على مختلف الأصعدة، حيث احتل مكان الصدارة على أجندة الرؤساء والساسة وأصحاب القرار ورجال الإدارة والاختصاص من مفكرين وباحثين وقانونيين، وبهذا أصبحت مسألة الحكامة في قلب مشروع العصرنة والتحديث والمرتبطة بالأساس بالاقتصاد والمجتمع، هذه الدينامية تسترعي قسطا هاما من الاهتمام والنقاش بين أوساط الرأي العام وذلك لتسريع التنمية من أجل الحفاظ على مجتمع قوي وموحد ومن أجل تكريس ثقافة القرب والمشاركة والتشارك، فالمجتمع المدني كفاعل أساسي و شريك للدولة بالنسبة للمؤسسات الدستورية، على مستوى صياغة و وضع الإستراتيجيات التنموية، و أيضا على مستوى تفعيل السياسات العمومية و مواكبتها، يظل في حاجة قوية إلى متابعة ما يقع من دينامية تطورية وتنموية على مستوى باقي دول المعمور وخاصة منها الدول العربية الشقيقة، على أساس الاستئناس وتبادل الخبرات بما يضمن فهما أكثر واقعية لرهانات التقدم والرقي وبذلك صياغة اقتراحات عملية وحلولا مقبولة>> الرئيس المؤسس جمال زورار في 2 أكتوبر 2012.

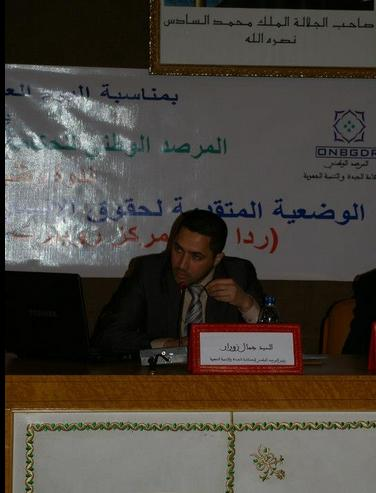
President de l'ONBGDR

## الأهداف
يهدف المرصد الوطني للحكامة الجيدة و التنمية الجهوية، إلى الانخراط الشامل في المبادرة الوطنية للتنمية البشرية التي أطلقها محمد السادس، وفي تفعيل مشروع الجهوية الموسعة، وإلى الاهتمام بالعمل الجمعوي والاجتماعي والثقافي والتربوي والترفيهي والرياضي و إلى تفعيل فصول الدستور خاصة منها : الفصول 12,13،14 و 33 و إلى:
- المساهمة في المجهودات المبذولة لدعم العمل التنموي على المستوى.
- السيوسيو اقتصادي.
- الثقافي والتربوي.
- الإعلامي و البيئي و الرياضي والفني و الصحي.
- الاهتمام بشؤون المرأة والطفل في جميع المجالات.
- مساهمة المرصد في إطار الديمقراطية التشاركية، في إعداد قرارات ومشاريع لدى المؤسسات المنتخبة والسلطات العمومية، وكذا في تفعيلها وتقييمها.
- تقديم اقتراحات في المواضيع الثقافية و الاجتماعية و السوسيوـ اقتصادية، محليا وجهويا ووطنيا.[3]
- تتبع البرامج و المشاريع والسياسات العمومية و الإنجازات الجهوية و الوطنية المتعلقة بميادين الخدمات بصفة عامة و المراقبة بصفة خاصة.
- القيام بتحاليل و تقديم اقتراحات حلول في مختلف المجالات، محليا، جهويا و وطنيا ودوليا.[4]
- تحقيق التواجد و الحوار المباشر مع المكونات المجتمعية و المؤسساتية.
- توفير فضاء للحوار الحر و البناء بالأساليب الديموقراطية حول قضايا الشأن العام.
- المساهمة في إبداء الآراء حول القضايا الوطنية.
- المساهمة في تنشيط النقاش العمومي الإيجابي و البناء، حول السياسات العمومية.
- تحفيز الشباب على العمل الجمعوي و على الانخراط في الدينامية الوطنية.
- تفعيل مجال المراقبة و المحاسبة محليا، جهويا و وطنيا.
- ا لدفاع على القضايا الوطنية وطنيا و دوليا و ترسيخ مكتسباتنا و ثوابت أمتنا المغربية التاريخية.
- تفعيل القيم الإنسانية والكونية المتمثلة في تحفيز الحوار الإيجابي بين الأديان والحضارات والثقافات.
- تثمين المجهودات المبدولة من مختلف الفاعلين سواء بالمؤسسات العمومية أو المؤسسات المنتخبة أو الخواص داخل الوطتن وخارجه.
- تقوية دور الشباب في تحقيق الديمقراطية التشاركية والحكامة الجيدة من أجل المساهمة في إعادة الاعتبار للمشاركة كفلسفة وفكر ومنظومة مبادئ وقيم وتقاليد وأخلاقيات، غايتها الكبرى مساهمة المواطنات والمواطنين وخصوصا الشابات والشباب في ترشيد شمولي للحياة المشتركة وتوجيه مساراتها ومشاريعها وأوضاعها ورهاناتها المستقبلية.

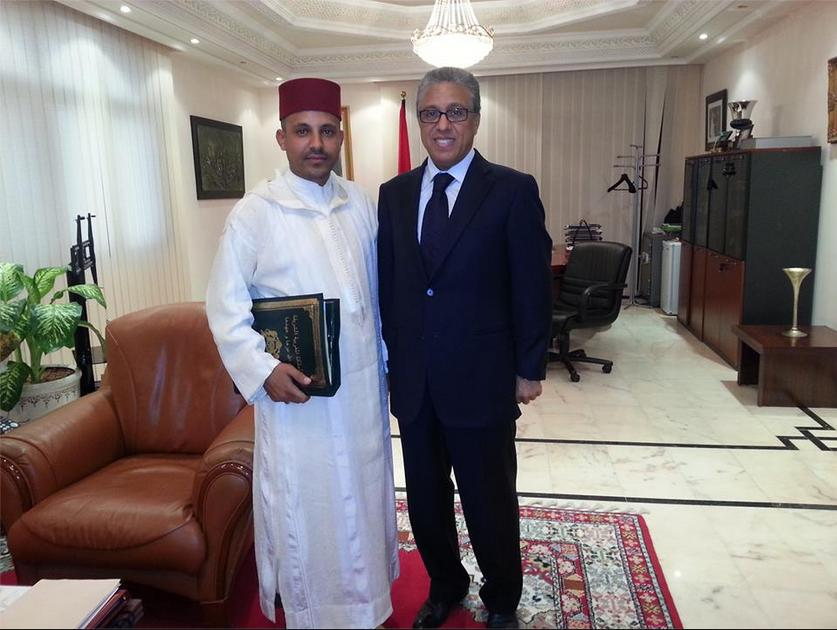
كاتب عام المرصد الوطني للحكامة الجيدة و التنمية الجهوية،السيد محمد الخطابي،في اللقاء الذي خصه به سفير صاحب الجلالة سيدي محمد السادس نصره الله وأيده السيد محمد أيت علي بمقر سفارة المملكة المغربية بأبوظبي عاصمة دولة الإمارات العربية المتحدة.

- المساهمة في تحقيق الديمقراطية التشاركية والحكامة الجيدة"من خلال جعل " المشاركة المواطنة" ورشا شبابيا يقتضي تطوير آليات ومناهج وتقنيات خلاقة ومبتكرة مبنية على كونية وشمولية حقوق الإنسان، عبر إعطاء نفس جديد للوظائف التأطيرية والتكوينية للمنظمات الشبابية باعتبارها مدارس حقيقية للتنشئة والتربية على قيم المواطنة والديمقراطية ومبادئ الحوار والتسامح والتضامن والعمل الجماعي.[5]
- تشجيع الشباب وتحفيزيه على الانخراط الواعي والهادف في عمليات إنتاج القيم المشتركة وعلى رأسها المشاركة، ورفع التحديات المطروحة عليها في هذه الظرفية من مهام و أدوار ومسؤوليات وبما هو منوط بها من رهانات وتحديات، ولاسيما في زمن عولمة النظام الدولي الجديد.
- ترسيخ مرتكزات الجهوية الموسعة على ضوء توجيهات مبدعها والمهابة مولانا أمير المؤمنين وحامي حمى الملة والدين سيدي محمد السادس.
- تفعيل الجهوية الموسعة الندمجة آقتصاديا وآجتماعيا وثقافيا في أفق ترسيخ الحكامة المحلية الجيدة.
- تحقيق الوحدة والتضامن والتوازن بين الجهات والوحدات الترابية الوطنية في أفق تنمية شاملة لكل ربوع المملكة.

إعمال الاجتهاد الخلاق من أجل تقديم مقترحات عملية قابلة للتطبيق في مختلف التخصصات لتتمكن المملكة المغربية الشريفة من الارتقاء من جهوية ناشئة إلى جهوية متقدمة دات جوهر تنموي وديمقراطي.
- وضع الأقاليم الجنوبية للمملكة في صدارة مشروع الجهوية المتقدمة والترويج لمبادرة الحكم الداتي وطنيا ودوليا.[6]

## أعضاء المكتب المسير
- 1- الرئيس المؤسس : جمال زورار.
- 2- نائب الرئيس : علي لقصب.
- 3- الكاتب العام : محمد الخطابي.
- 4- أمين المال :ياسمين حطاط.
- 5- مستشارة :صوفيا حطاط.